# Ambassade de France en Corée du Sud
L'ambassade de France en Corée du Sud est la représentation diplomatique de la République française auprès de la république de Corée. Elle est située à Séoul, la capitale du pays, et son ambassadeur est, depuis 2023, Philippe Bertoux.

## Ambassade
L'ambassade est située à Séoul. Elle accueille aussi une section consulaire.

## Ambassadeurs de France en Corée du Sud
| De   | À    | Ambassadeur                     |
| ---- | ---- | ------------------------------- |
| 1949 | 1959 | Henri Costilhes                 |
| 1959 | 1969 | Roger Chambard                  |
| 1969 | 1971 | Frédéric Max                    |
| 1971 | 1975 | Pierre Landy                    |
| 1975 | 1980 | Rémi Teissier Du Cros           |
| 1980 | 1982 | Bernard Follin                  |
| 1982 | 1985 | André Baeyens                   |
| 1985 | 1987 | Jean-Bernard Ouvrieu            |
| 1987 | 1991 | Hubert Forquenot de La Fortelle |
| 1991 | 1993 | Bernard Prague                  |
| 1993 | 1997 | Dominique Perreau               |
| 1997 | 2001 | Jean-Paul Réau                  |
| 2001 | 2005 | François Descoueyte             |
| 2005 | 2009 | Philippe Thiebaud               |
| 2009 | 2012 | Élisabeth Laurin                |
| 2012 | 2015 | Jérôme Pasquier                 |
| 2015 | 2019 | Fabien Penone                   |
| 2019 | 2023 | Philippe Lefort                 |
| 2023 | auj. | Philippe Bertoux                |

## Relations diplomatiques
Les relations diplomatiques entre le royaume de Corée et la France ont été officiellement établies le 4 juin 1886, dans le cadre d'un traité d'amitié et de commerce entre les deux pays. La France fut le quatrième état à reconnaître la nouvelle république de Corée le 15 février 1949 et ouvrit sa légation à Séoul en avril de la même année. Les légations des deux capitales furent élevées au rang d'ambassades en octobre 1958.

## Consulats
Outre la section consulaire de Séoul, il existe un consul honoraire basé à Busan.

### Communauté française
Au 31 décembre 2019, 2 919 Français sont inscrits sur les registres consulaires de Séoul.
| 2001  | 2002  | 2003  | 2004  |
| ----- | ----- | ----- | ----- |
| 1 354 | 1 478 | 1 560 | 1 611 |

| 2005  | 2006  | 2007  | 2008  |
| ----- | ----- | ----- | ----- |
| 1 554 | 1 526 | 1 559 | 1 715 |

| 2009  | 2010  | 2011  | 2012  |
| ----- | ----- | ----- | ----- |
| 1 843 | 1 989 | 1 993 | 2 054 |

| 2013  | 2014  | 2015  | 2016  |
| ----- | ----- | ----- | ----- |
| 2 451 | 2 636 | 2 927 | 3 077 |

| 2017  | 2018  | 2019  | 2020  |
| ----- | ----- | ----- | ----- |
| 3 067 | 3 053 | 2 919 | 3 053 |

| 2021  | 2022  | 2023  | - |
| ----- | ----- | ----- | - |
| 2 942 | 3 157 | 3 257 | - |

### Circonscriptions électorales
Depuis la loi du 22 juillet 2013 réformant la représentation des Français établis hors de France avec la mise en place de conseils consulaires au sein des missions diplomatiques, les ressortissants français d'une circonscription recouvrant la Corée du Sud et Taïwan élisent pour cinq ans trois conseillers consulaires. Ces derniers ont trois rôles : 
1. ils sont des élus de proximité pour les Français de l'étranger ;
2. ils appartiennent à l'une des quinze circonscriptions qui élisent en leur sein les membres de l'Assemblée des Français de l'étranger ;
3. ils intègrent le collège électoral qui élit les sénateurs représentant les Français établis hors de France.

Pour l'élection à l'Assemblée des Français de l'étranger, la Corée du Sud appartenait jusqu'en 2014 à la circonscription électorale de Tokyo, comprenant aussi la Chine, le Japon et la Mongolie, et désignant quatre sièges. La Corée du Sud appartient désormais à la circonscription électorale « Taïwan-Corée » dont le chef-lieu est Séoul et qui désigne trois de ses 442 conseillers consulaires élisant parmi les 90 membres de l'Assemblée des Français de l'étranger.
Pour l'élection des députés des Français de l’étranger, la Corée du Sud dépend de la 11e circonscription.